# Sjonni's Friends
Sjonni's Friends er en islandsk gruppe der dannedes til ære for Sigurjón Brink (også kaldet Sjonni). Gruppen repræsenterer Island ved Eurovision Song Contest 2011 i Düsseldorf med sangen Coming home.

## Samlingen
Til det islandske melodi grand prix i 2011 havde Sigurjón Brink indsendt sangen Aftur heim og udvalgt til at deltage. Imidlertid døde han pludseligt den 17. januar 2011 i hjemmet af et bristet blodkar i hjernen. Han efterlod sig kone og fire børn. 
Efter den tragiske hændelse vælger en gruppe af Sjonni's venner, med accept fra familien, at fremføre bidraget til den nationale finale. Den 12. februar 2011 vinder gruppen og skal dermed deltage ved Eurovision Song Contest 2011. Sangen er efterfølgende oversat til engelsk.